# Мико Коскинен
Мико Коскинен (фин. Mikko Koskinen; 18. јул 1988, Ванта, Финска) професионални је фински хокејаш на леду који игра на позицији голмана.
Од сезоне 2013/14. наступа за руску екипу Сибир из Новосибирска у Континенталној хокејашкој лиги (КХЛ). 
Са сениорском репрезентацијом Финске освојио је сребрну медаљу на Светском првенству 2014. у Минску.

## Каријера
Коскинен је играчку каријеру започео у клубу Еспо Блуз за који је играо у свим узрасним категоријама, док је дебитантски наступ у првом тиму остварио у пролећном делу сезоне 2007/08. Учествовао је на НХЛ драфту 2009. где га је као 31. пика у првој рунди одабрала екипа Њујорк Ајландерса. Већ у јулу 2009. потписао је трогодишњи уговор са њујоршким тимом, а прву сезоне на тлу Северне Америке (сезона 2009/10) играо је за екипу Бриџпорт Саунд тајгерси, филијалу Ајландерса у Америчкој хокејашкој лиги. 
Након само две одигране утакмице у АХЛ-у доживео је тешку повреду колена која је захтевала операцију, те је пропустио највећи део те сезоне. На терен се вратио након четири месеца паузе, 19. марта 2010. а сезону је наставио у нижеразредној екипи Јута Гризлија. Након 6 одличних утакмица у дресу Гризлија, враћа се у редове Саунд Тајгерса током априла, и у том тиму је окончао прву, и започео следећу сезону.
У НХЛ лиги дебитовао је 8. фебруара 2011. у утакмици против екипе Торонто Мејпл Лифса. За Ајландерсе је током те сезоне одиграо још свега две утакмице, након чега је враћен у екипу Саунд Тајгерса. 
Како ни у наредној сезони није успео да се избори за стандардну позицију у тиму из Њујорка, већ у новембру 2011. враћа се у Финску где потписује уговор са екипом КалПа из Куопија. Након две просечне сезоне у Куопијском тиму, враћа се у свој матични Еспо Блуз. Након одигране свега две утакмице на почетку сезоне 2013/14. одлази у Новосибирск где потписује двогодишњи уговор са КХЛ лигашем Сибиром. 

### Репрезентативна каријера
За сениорску репрезентацију Финске дебитовао је на турниру Еврохокеј серије 2011/12. на којем је одиграо тек једну утакмицу, док је први важнији наступ за репрезентацију забележио на Светском првенству 2014. у Минску. Финска је на том турниру освојила сребрну медаљу, а Коскинен је одиграо тек 1 утакмицу.